# Jeux de l'Extrême-Orient 1915
Navigation
Édition précédente Édition suivante
Les 2e Jeux de l'Extrême-Orient (officiellement Far Eastern Championship Games (en)) ont eu lieu du 15 au 22 mai 1915 à Shanghai, en République de Chine. En plus des huit disciples déjà présentes à la première édition, le cyclisme fait son apparition.

## Organisation

### Sports
- Athlétisme
- Baseball
- Basket-ball
- Cyclisme
- Football
- Natation
- Plongeon
- Tennis
- Volley-ball

### Participants
- Chine
- Japon
- Philippines

## Classement
Le classement final était établi en fonction du nombre de disciplines remportées.
| Rang | Nation      | Victoire | Discipline                        |
| ---- | ----------- | -------- | --------------------------------- |
| 1    | Philippines | 3        | Athlétisme, Baseball, Basket-ball |
| 2    | Chine       | 3        | Football, Natation, Volley-ball   |
| 3    | Japon       | 2        | Plongeon, Tennis                  |

## Tableau des médailles
| Rang  | Nation      | Or | Argent | Bronze | Total |
| ----- | ----------- | -- | ------ | ------ | ----- |
| 1     | Philippines | 12 | 4      | 9      | 25    |
| 2     | Chine       | 7  | 15     | 6      | 28    |
| 3     | Japon       | 4  | 2      | 0      | 6     |
| Total | Total       | 23 | 21     | 15     | 59    |

N.B Les résultats ci-dessus sont incomplets et ne prennent en compte que les résultats complets d'athlétisme, de baseball, de basket-ball et de football ainsi que les médailles d'or de tennis et de volley-ball